# Oss torpeder emellan
Oss torpeder emellan (engelska: The Whole Nine Yards) är en amerikansk kriminal-komedi från 2000, i regi av Jonathan Lynn. I huvudrollerna ses Bruce Willis, Matthew Perry, Amanda Peet, Michael Clarke Duncan, Rosanna Arquette och Natasha Henstridge.

## Handling
När tandläkaren Nicholas "Oz" Oseransky (Matthew Perry) får en ny granne så gör han som alla goda grannar och går och välkomnar honom. Men den nye grannen är knappast en vanlig Svensson. Han är Jimmy "The Tulip" Tudeski (Bruce Willis), en beryktad yrkesmördare från Chicago som efter att ha tjallat på sina gamla kollegor fått en ny identitet och förflyttats till Oz villasamhälle i Montréal. 
Till sin förvåning märker Oz att han gillar sin nya granne. Kanske inte så konstigt eftersom han är gift med Sophie (Rosanna Arquette), en outhärdlig människa som bara är ute efter hans pengar och som dessutom har hyrt yrkesmördare för att mörda Oz - först hans tandläkarassistent Jill St. Claire (Amanda Peet) och senare den korrupte polisen Steve Hanson (Harland Williams).

## Om filmen
Filmen är inspelad i Chicago i Illinois, Montréal i Québec samt Niagara Falls i Ontario.

## Rollista i urval
| Bruce Willis          | – Jimmy "The Tulip" Tudeski |
| Matthew Perry         | – Nicholas "Oz" Oseransky   |
| Rosanna Arquette      | – Sophie                    |
| Michael Clarke Duncan | – Frankie Figs              |
| Natasha Henstridge    | – Cynthia                   |
| Amanda Peet           | – Jill St. Claire           |
| Kevin Pollak          | – Janni Gogolak             |
| Harland Williams      | – agent Steve Hanson        |